# Eunidia holonigra
Eunidia holonigra là một loài bọ cánh cứng trong họ Cerambycidae.